# Ameghiniana
Ameghiniana és una revista científica sobre paleontologia publicada per l'Associació Paleontològica Argentina. Presenta articles avaluats per experts de recerca original i té com a objectiu tractar tots els aspectes de la paleontologia. Des del 2013 surt sis vegades a l'any.
Fou fundada el 1957 i anomenada en honor del naturalista i paleontòleg argentí Florentino Ameghino.